# ウラジーミル・アルセーニエフ
- ウラディミール・アルセーニエフ

ウラジーミル・クラヴィディエヴィチ・アルセーニエフ（ロシア語: Владимир Клавдиевич Арсеньев, ラテン文字転写: Vladimir Klavdievich Arseniev, 1872年8月29日 - 1930年9月4日）はロシアの極東ロシア地域の探検家、研究者、諜報官、地理学者、民族誌学者、作家である。シベリア植物の数多くの種を書き記した最初の人物であると言われている。

## 経歴
1872年、ペテルブルク生まれ。1910から1918年までハバロフスク博物館長をつとめる。

## 業績
- ロシア帝国時代の1900年代に沿海州を探検し、探検に同行したナナイ族の猟師デルスウ・ウザーラと親交を結んだ。アルセーニエフの著書『デルスウ・ウザーラ』（ロシア語: Дерсу Узала）には、デルスウとの旅が書かれている。この本に感銘を受けたゴーリキーは、アルセーニエフに手紙を書きロシア国立出版所から出版することを勧め、1930年代からソビエト連邦全土で読まれるようになった[1]。

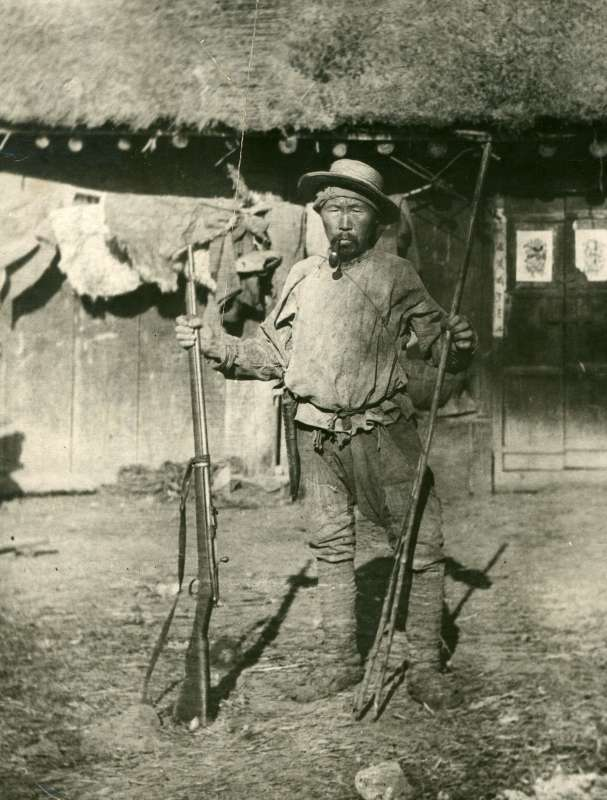
アルセーニエフのガイドを務めた猟師のデルスウ・ウザーラ（1896、アルセーニエフ撮影）

- ウラジオストクには彼の名を冠したアルセーニエフ沿海地方州立博物館とアルセーニエフの家記念館がある。この博物館には、中国・明朝の支配がアムール川下流域まで及んでいたことを示す「奴児干（ヌルガン）永寧寺碑」が収蔵されている（ヌルガンはアムール川下流地域を指す）[2][注釈 1]。
- ウラジオストクの北東約180kmのところには、彼の名にちなんだアルセーニエフという町が存在する。

## 著書
- 「密林で出会った動物たち」井上満訳（世界少年少女文学全集 第47巻 動物文学集：創元社、1955年）
- 「ウスリー地方にそって」
  - 『ウスリー紀行』 長谷川四郎訳（世界探検紀行全集10：河出書房、1953年）
    - 「デルスー・ウザーラ」河出文庫 全2巻、1995年[3]
- 「デルス・ウザラ」
  - 長谷川四郎訳 「デルスウ・ウザーラ 沿海州探検行」平凡社東洋文庫、1965年[4]。ワイド版2003年、のち電子書籍版
  - 加藤九祚訳、角川文庫、1975年。映画公開での出版
  - 安岡治子訳、地球人ライブラリー：小学館、2001年[5]。抄訳
  - 岡田和也訳「森の人 デルス・ウザラー」群像社、2006年。大型絵本
- 「シホテアリニ山脈にて」
- 「密林を通って」
  - 田村俊介訳『タイガを通って　極東シホテ・アリニ山脈横断記』平凡社東洋文庫、2009年[6]